# Ardãos
Ardãos é uma povoação portuguesa do Município de Boticas que foi sede da extinta Freguesia de Ardãos, freguesia que tinha 22,43 km² de área e 249 habitantes (2011), e, por isso, uma densidade populacional de 11,1 hab/km².
A Freguesia de Ardãos foi extinta em 2013, no âmbito de uma reforma administrativa nacional, tendo sido agregada à Freguesia de Bobadela, para formar uma nova freguesia denominada Ardãos e Bobadela com sede em Bobadela.

## População
| Número de habitantes | Número de habitantes | Número de habitantes | Número de habitantes | Número de habitantes | Número de habitantes | Número de habitantes | Número de habitantes | Número de habitantes | Número de habitantes | Número de habitantes | Número de habitantes | Número de habitantes | Número de habitantes | Número de habitantes |
| -------------------- | -------------------- | -------------------- | -------------------- | -------------------- | -------------------- | -------------------- | -------------------- | -------------------- | -------------------- | -------------------- | -------------------- | -------------------- | -------------------- | -------------------- |
| 1864                 | 1878                 | 1890                 | 1900                 | 1911                 | 1920                 | 1930                 | 1940                 | 1950                 | 1960                 | 1970                 | 1981                 | 1991                 | 2001                 | 2011                 |
| 518                  | 590                  | 566                  | 644                  | 669                  | 613                  | 634                  | 858                  | 783                  | 782                  | 775                  | 508                  | 457                  | 311                  | 249                  |

(Obs.: Número de habitantes "residentes", ou seja, que tinham a residência oficial neste concelho à data em que os censos  se realizaram.)
| Distribuição da População por Grupos Etários em 2001 e 2011 | Distribuição da População por Grupos Etários em 2001 e 2011 | Distribuição da População por Grupos Etários em 2001 e 2011 | Distribuição da População por Grupos Etários em 2001 e 2011 | Distribuição da População por Grupos Etários em 2001 e 2011 | Distribuição da População por Grupos Etários em 2001 e 2011 | Distribuição da População por Grupos Etários em 2001 e 2011 | Distribuição da População por Grupos Etários em 2001 e 2011 | Distribuição da População por Grupos Etários em 2001 e 2011 | Distribuição da População por Grupos Etários em 2001 e 2011 |
| ----------------------------------------------------------- | ----------------------------------------------------------- | ----------------------------------------------------------- | ----------------------------------------------------------- | ----------------------------------------------------------- | ----------------------------------------------------------- | ----------------------------------------------------------- | ----------------------------------------------------------- | ----------------------------------------------------------- | ----------------------------------------------------------- |
| Idade                                                       | 0-14                                                        | 15-24                                                       | 25-64                                                       | > 65                                                        |                                                             | 0-14                                                        | 15-24                                                       | 25-64                                                       | > 65                                                        |
| 2001                                                        | 41                                                          | 25                                                          | 138                                                         | 107                                                         |                                                             | 13,2%                                                       | 8,0%                                                        | 44,4%                                                       | 34,4%                                                       |
| 2011                                                        | 19                                                          | 21                                                          | 92                                                          | 117                                                         |                                                             | 7,6%                                                        | 8,4%                                                        | 36,9%                                                       | 47,0%                                                       |

## Património
- Igreja Paroquial de Ardãos;
- Capela de Santo António;
- Capela da Senhora das Neves;
- Capela em Portela Torva.